# Eucteniza mexicana
Eucteniza mexicana är en spindelart som beskrevs av Anton Ausserer 1875. Eucteniza mexicana ingår i släktet Eucteniza och familjen Cyrtaucheniidae. Inga underarter finns listade i Catalogue of Life.